# Harkinsalmi
Harkinsalmi är ett sund i Finland. Det ligger i landskapet Egentliga Finland, i den sydvästra delen av landet, 180 km väster om huvudstaden Helsingfors.
Harkinsalmi ligger mellan Harkinmaa i norr, Vähä-Kaita i söder och Koissaari i väster. Sundet ansluter till Rajakarinaukko i öster och Pähkinäistensalmi i söder. 